# کویر هرابرجان

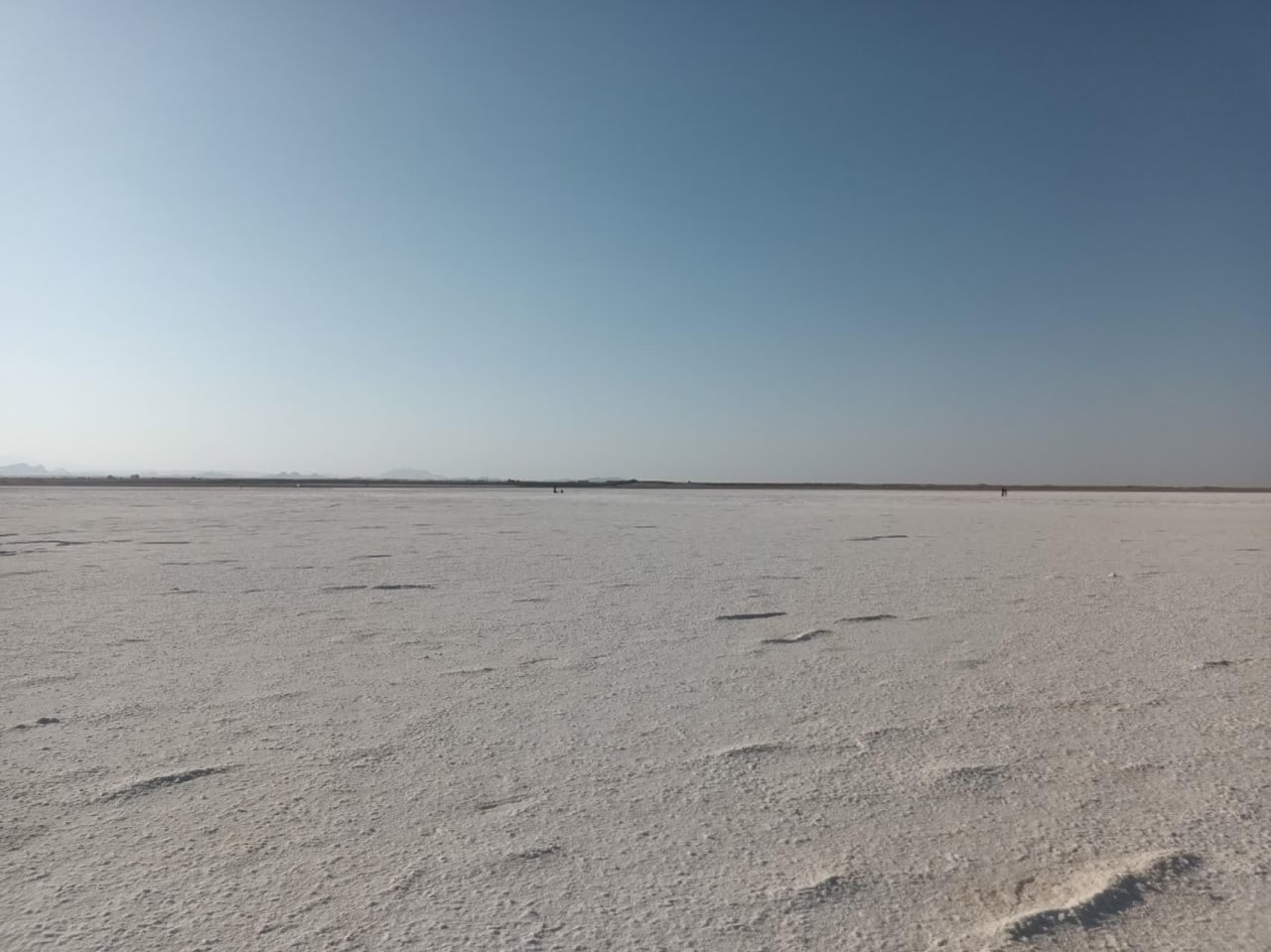
کویر زیبای هرابرجان

کویر هرابرجان (به انگلیسی: Harabarjan desert)یک پهنه زیبای بیابانی در استان یزد و در منطقه هرات و مروست است که با نام کویر هرات و مروست نیز شناخته می‌شود.
این کویر محل تلاقی سه استان فارس، یزد و کرمان است که در گذشته از آن با عنوان دهستان هرابرجان یاد می‌شد. روستای هرابرجان روستایی که مرکز دهستان هرابرجان است نیز در این پهنه کویری قرار دارد.

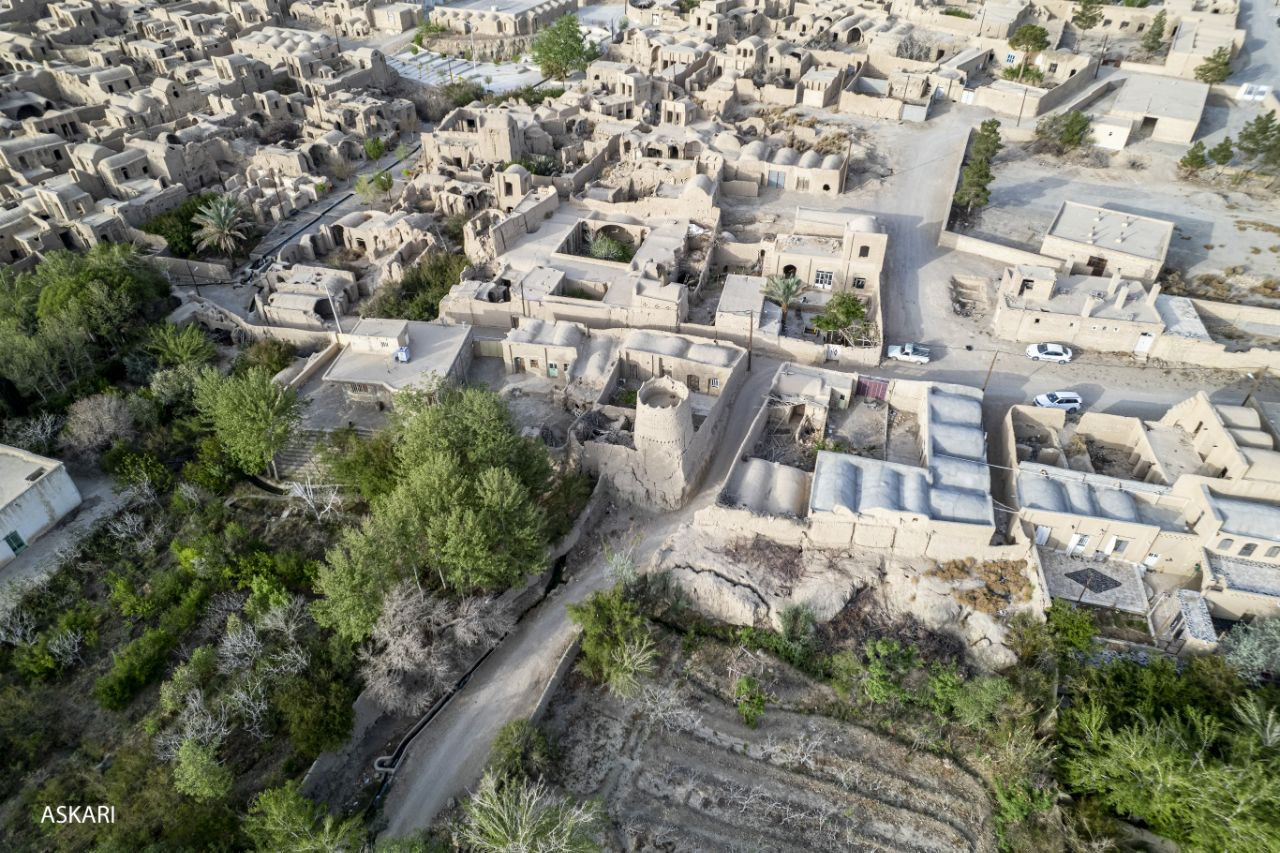
بافت تاریخی و زیبای هراجان و برج اداره

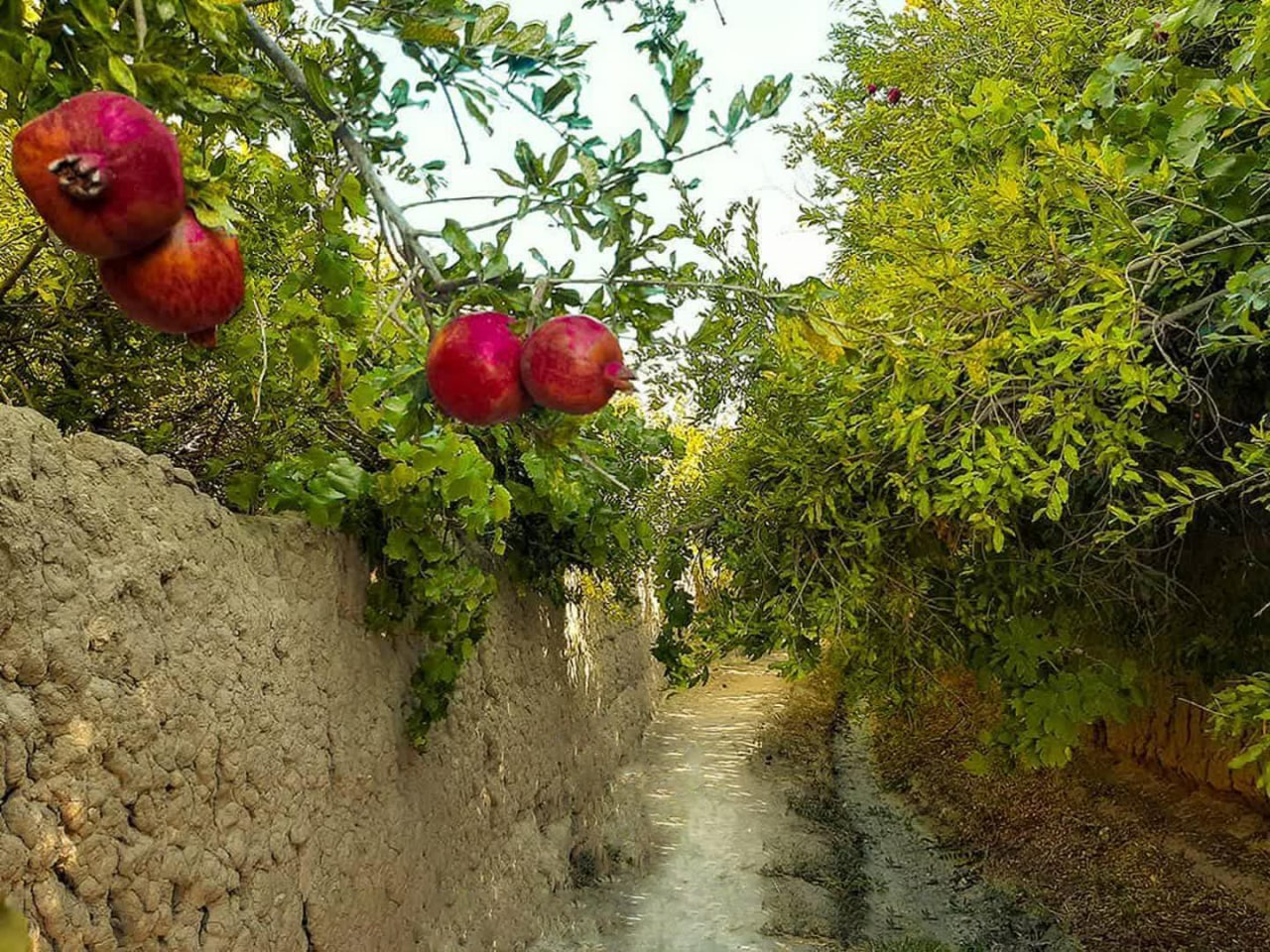
کوچه باغ‌های زیبای هرابرجان